# Juan Carlos Martínez
Juan Carlos Martínez Lara (San Cristóbal, 17 aprile 1977) è un ex cestista dominicano.

## Carriera
Con la Rep. Dominicana ha disputato tre edizioni dei Campionati americani (1995, 1997, 1999).